# ESG-criteria
ESG-criteria zijn milieu-, sociale en bestuurscriteria voor de activiteiten van een bedrijf die gevolgen kunnen hebben voor de samenleving of het milieu.  De ESG (environmental, social, and governance)-criteria vormen de drie belangrijkste criteria die gebruikt worden om de duurzaamheid en de ethische weerslag van een investering in een bedrijf of in een economisch veld te meten. Zo vormen ze een meetbare verantwoorde investering. De drie onderdelen hebben bovendien geen enkele onderlinge samenhang en moeten dus apart worden gevalideerd. Dat is ook opgenomen in de concept verordening van de Europese Raad en het Parlement van 14 februari 2024. ESG-ratingaanbieders staan voortaan onder toezicht van de Europese Autoriteit voor effecten en markten (ESMA).
Deze dimensies en de verschillende criteria die eraan verbonden zijn, helpen om de maatschappelijke bijdrage van een bedrijf op elk van deze aspecten te bepalen en maken het mede mogelijk om de analyse van de toekomstige financiële prestaties van bedrijven, winstgevendheid en risico's, te verbreden en te verrijken.
De drie ESG-criteria liggen aan de basis van het maatschappelijk verantwoord ondernemen. De drie letters van het criterium kunnen per bedrijf erg verschillend uitvallen.
Investeerders kunnen hun investering vervolgens langs de ESG-meetlat leggen en op een drietal manieren invloed uitoefenen:
- Uitsluiten (dus verkopen)[3][4]
- Stemmen (meebeslissen als aandeelhouder)[5]
- Engagement, ofwel de betrokkenheid bij het bedrijf verzwaren, in een open dialoog.(Ezelsbruggetje weer drie letters:USE)[6][7]

In Nederland stelde Bart Smals op 3 november 2021 10 Kamervragen aan staatssecretaris Dennis Wiersma na het plotselinge vertrek van de Stichting Pensioenfonds ABP uit fossiel. Op 17 december 2021 volgden de antwoorden. Pensioenfonds PFZW nam vervolgens een iets minder streng standpunt in. Februari 2024 bleek dat PFZW toch 97% van zijn fossiele belangen had verkocht.

## Geschiedenis
ESG-criteria hebben een geschiedenis die teruggaat tot de zeventiende eeuw en waarvan de vroegste vormen worden geassocieerd met de Quaker 'Religious Society of Friends'-beweging opgericht door George Fox. Op grond van religieuze morele criteria weigerde deze groep te investeren in bedrijven waarvan de activiteiten leiden tot menselijk lijden. Deze beweging van ethische investeringen heeft zich door de eeuwen heen verspreid en geëvolueerd, waarbij verschillende sociale kwesties worden aangepakt.
In de Verenigde Staten in de jaren vanaf 1920 werd deze beweging geïnstitutionaliseerd door de oprichting van de eerste zogenaamde ethische fondsen. Een dergelijk investeringsfonds onderscheidt zich van andere fondsen door elke sector en alle bedrijven uit te sluiten die actief zijn in activiteiten die als immoreel worden beschouwd. Pas in 1971 verscheen het eerste fonds dat ecologische, sociale en governance (ESG)-criteria integreerde in investeringsprocessen met de geboorte van het Pax World Fund.
In de jaren tachtig verschenen de eerste ethische fondsen in Europa. Deze laatste opereren altijd op basis van exclusiviteit en het waren vooral religieuze organisaties. Het duurde echter tot 1992, met de ondertekening van de Verklaring van Financiële Instellingen over het Milieu en Duurzame Ontwikkeling van het Milieuprogramma van de Verenigde Naties (UNEP). In de jaren negentig zagen de eerste fondsen het levenslicht die ESG-criteria en financiële prestaties volledig integreerden en actief aandeelhouderschap in de praktijk brachten.

## Effecten op de prestaties van het bedrijf
De financiële prestaties van een bedrijf weerspiegelen de algehele financiële gezondheid van het bedrijf, en worden gebruikt om de levensvatbaarheid en groeipotentieel van de onderneming te beoordelen. Een studie uit 2024 uitgevoerd door Susen en Etter toont aan dat hogere niveaus van ESG-prestaties (ESG Tilt genoemd) en veranderingen in ESG-prestaties in de loop van de tijd (ESG Momentum) positief gecorreleerd zijn met een toename van de werknemerstevredenheid in bedrijven van de S&P 500, gemedieerd door percepties van organisatorische rechtvaardigheid en verwachte toekomstige beloningen. Deze immateriële factoren worden beschouwd als de ontbrekende schakels tussen waargenomen ESG-prestaties en de financiële resultaten van een bedrijf.
Andere studies hebben aangetoond dat de integratie van ESG-criteria in producten effect heeft op de bedrijfsresultaten. Volgens een studie uit 2015 van Friede, Busch en Bassen bestaat er in 90% van de gevallen een positief verband tussen ESG-prestaties en financiële prestaties. Dit positieve verband kan worden verklaard door een vermindering van de risicoblootstelling. De integratie van ESG-criteria vermindert potentiële ESG-gerelateerde risico's, zoals het vermijden van bepaalde sancties door naleving van milieunormen. Een andere studie wijst in dezelfde richting door te stellen dat het publiceren van duurzaamheidsverslagen de financiële prestaties verbetert, de reputatie versterkt, en leidt tot een significante concurrentievoorsprong voor het bedrijf. Bovendien wordt deze transparantie positief geassocieerd met het rendement op eigen vermogen.
Bedrijven die ESG-criteria omarmen, genereren vaak hogere winsten, omdat investeerders meer geneigd zijn te kiezen voor duurzame en milieuvriendelijke producten. Investeerders houden in hun beslissingen steeds meer rekening met deze richtlijnen. Met andere woorden, het doel van ESG-beleid is om een positieve invloed op de financiële prestaties te hebben om de kosten van dit beleid te dekken.
Ondanks de positieve correlatie tussen de inclusie van ESG-criteria en financiële prestaties, betekent dit niet dat het primaire doel van bedrijven is om sociaal en ecologisch verantwoord te handelen. Volgens Milton Friedman (1962) "is het primaire doel van een onderneming het vergroten van de rijkdom van haar aandeelhouders". Bovendien biedt ESG voor veel institutionele investeerders een goede mogelijkheid om winst te maken. Er zijn echter nog geen universele criteria om te bepalen of een fonds ESG-compatibel is. Investeerders vertrouwen op ratings voor hun investeringen, maar deze ratings weerspiegelen niet altijd een volledig beeld van ESG-prestaties, aangezien ze gebaseerd zijn op onvolledige gegevens die door de bedrijven zelf worden verstrekt. Goede ESG-prestaties trekken investeerders aan en helpen hen vast te houden. Ten slotte, hoewel veel studies een positieve relatie aantonen tussen goede ESG-prestaties en financiële prestaties, tonen andere studies aan dat het moeilijk is om het werkelijke financiële effect van verbeteringen in sociale prestaties van bedrijven te kwantificeren.
Het toekennen van een exacte monetaire waarde aan ESG-thema’s is complex en uitdagend. Kwantitatieve modellen en vastgestelde ESG-scores vangen deze waarden vaak niet nauwkeurig, waardoor integratie in op korte termijn gefocuste financiële investeringsbeslissingen moeilijk is.
Aanvankelijk richtten studies zich op het effect van maatschappelijk verantwoord ondernemen (MVO) op financiële prestaties, vaak gebruikmakend van modellen zoals het CAPM. Eerdere studies, zoals die van Alexander en Buchholz in 1978, vonden geen significante relatie tussen maatschappelijk verantwoorde investeringen en aandelenrendementen. Latere studies, zoals die van Cochran en Wood in 1984, Aupperle, Carroll en Hatfield in 1985, en Blackburn, Doran en Shrader in 1994, bevestigden dit gebrek aan correlatie tussen ESG en financiële prestaties, ondanks verschillende methodologische benaderingen.
Zelfs wanneer studies de prestaties specifiek proberen te meten ten opzichte van MVO, zoals de studie van Aupperle, Carroll en Hatfield in 1985 met behulp van risicogewogen rendementsmaatstaven, kwamen ze tot soortgelijke conclusies: de afwezigheid van een significante relatie tussen MVO en bedrijfsprestaties.

## Relatie tussen ESG en bedrijfswaardering
Verschillende studies hebben de veronderstelling dat een grotere investering in ESG-criteria altijd bijdraagt aan de bedrijfswaarde, ter discussie gesteld. Sommige onderzoekers stellen dat overmatige investeringen of te strikte controles in ESG-initiatieven niet alleen ineffectief kunnen zijn, maar ook negatieve effecten kunnen hebben op de bedrijfswaardering. In sommige gevallen kan overinvestering in ESG door bedrijven of overmatige controle door investeerders de verwachte voordelen beperken.
In deze context suggereert onderzoek dat de relatie tussen ESG-resultaten en bedrijfswaardering niet-lineair kan zijn en mogelijk polynomiale kenmerken vertoont, zoals patronen in de vorm van een omgekeerde U. Dit wijst op het bestaan van een optimaal niveau van ESG-investering waarbij de voordelen voor de bedrijfswaardering worden gemaximaliseerd, waarna afnemende rendementen of zelfs negatieve effecten kunnen optreden.

## Exchange-traded fund
Er zijn ook indextrackers ontwikkeld, om het makkelijker te maken ESG doelen na te streven. Dit zijn passief beheerde fondsen, die slechts het vastgestelde mandje van gekozen fondsen voortdurend aanpassen. De fondsen zijn in het geval van een ESG-indextracker vooraf gekozen. Tijdens het beheer kan de samenstelling ook wijzigen. Euronext houdt zelfs een aparte index bij, de ESG-index. Daarin werd in mei 2022 Shell vervangen door PostNL.

## SFDR-kader door de Europese Commissie
De SFDR (Sustainable Finance Disclosure Regulation) beoogt de informatieverstrekking aan eindbeleggers over de effecten op duurzaamheid door het beleggingsbeleid en de beleggingsbeslissingen door financiële marktpartijen, te verbeteren. Het maakt onderdeel uit van de "Green Deal" van de EU. Het is een transparantieverordening. In Nederland houdt de AFM toezicht op de verslaggeving.